# Nebulosa de l'Hèlix
La nebulosa de l'Hèlix, nebulosa Hèlix, NGC 7293 o l'ull de Déu com és popularment anomenada, és una nebulosa planetària a la constel·lació d'Aquari, a uns 680 anys llum de distància. És una de les nebuloses planetàries més properes a la Terra i va ser descoberta per Karl Ludwig Harding abans de 1824. El seu aspecte és molt similar a la Nebulosa de l'anell (M57) i les seves característiques físiques són semblants a les de la nebulosa Dumbbell (M27).
Aquesta nebulosa és un exemple de nebulosa planetària formada per un estel similar al Sol en els últims estats de la seva vida. Els gasos expulsats per l'estel apareixen des de la nostra perspectiva com si veiérem una hèlix des de dalt, d'on prové el seu nom. L'estrella romanent és una nana blanca. L'edat de la nebulosa, basada en el seu ritme d'expansió, s'estima en uns 10600 anys aproximadament.
Un equip d'astrònoms ha establert que l'estructura d'aquesta nebulosa és més complexa del que inicialment es creia, consistint en dos discos gasosos col·locats gairebé perpendicularment un respecte a l'altre. Observacions amb rajos X proporcionen evidència sobre l'existència d'un estel acompanyant. Així, un dels discos pot ser perpendicular a l'eix de rotació de l'estel agonitzant, mentre que l'altre està situat en el pla orbital dels dos estels. Es creu també que els discos es van formar durant dos períodes diferenciats on va haver-hi pèrdua de massa per part de l'estel moribund. Així, mentre el disc interior es va formar fa uns 6600 anys, l'exterior va sorgir fa 12000 anys. A més, el disc interior s'està expandint una mica més ràpid que l'exterior.
Malgrat la seva gran grandària aparent, és un objecte difícil de veure a causa de la seva difusió, requerint cels foscos i l'ús d'instruments el més lluminosos possible, com uns binocles o un telescopi funcionant a baixos augments. Un filtre nebular acoblat a l'ocular del telescopi pot ajudar bastant a la seva observació.

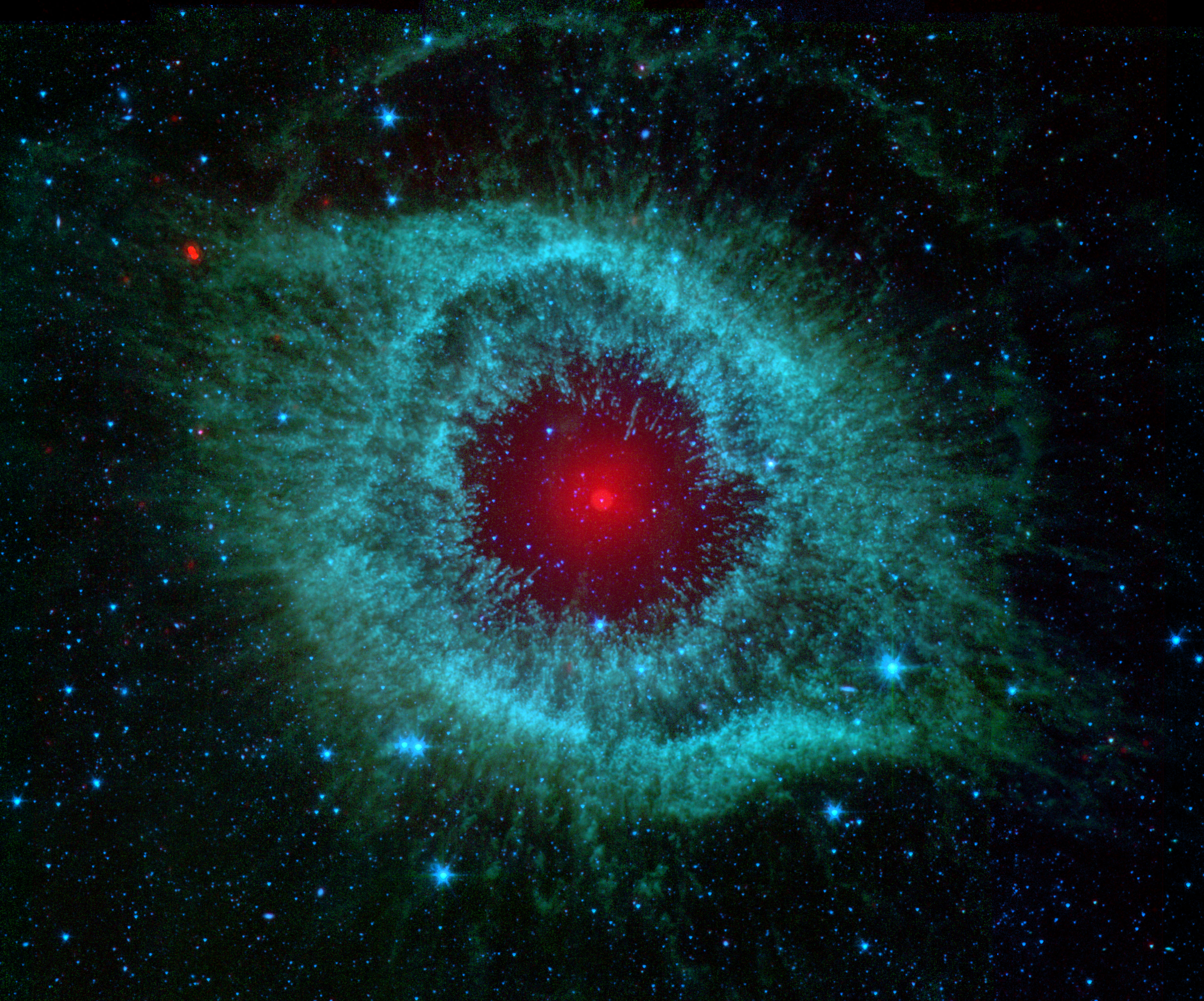
Imatge infraroja de la nebulosa de l'Hèlix (2007).